# Politics.be
Politics.be is een Belgische, ideologisch neutrale website die nieuws en bijhorende duiding verschaft bij de politieke actualiteit. De site is vooral gekend van het bijhorende forum, dat na de oprichting in 1999 uitgroeide tot een van de grootste fora in België. Begin februari 2015 werden op het vijftien jaar oude forum reeds 214.443 discussies gevoerd, op basis van 7.482.148 berichten, geplaatst door 39.108 leden.
Het forum wordt de laatste jaren gemodereerd door slechts één moderator waardoor veel persoonlijke aanvallen en getrol blijven staan. Daarnaast is het onduidelijk of deze moderator nog wel actief aan het werk is. Nieuwe registraties en opvragingen van, vergeten wachtwoorden blijven onbeantwoord. 